# Nemuro (subprefectuur)

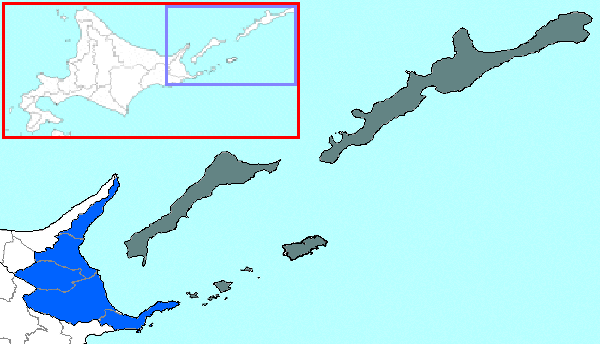
Kaart van de subprefectuur Nemuro met inbegrip van de "Noordelijke territoria".

Nemuro (Japans: 根室支庁, Nemuro-shichō) is een subprefectuur van de prefectuur Hokkaido, Japan. Nemuro heeft een oppervlakte van 3540 km² en een bevolking van ongeveer 84.352 inwoners (2007). De hoofdstad is Nemuro. De subprefectuur werd opgericht in 1897. De Japanners rekenen de Kleine Koerilen en de eilanden Etorofu en Kunashiri als een deel van deze subprefectuur. Deze gebieden staan in Japan bekend als de "Noordelijke territoria". De oppervlakte van deze subprefectuur wordt dan geschat op 8533,96 km².

## Geschiedenis
- November 1897 : oprichting van de subprefectuur Nemuro
- November 1897 : oprichting van de subprefectuur Shana
- December 1903 : fusie tussen de subprefectuur Shana en subprefectuur Nemuro
- Augustus/september 1945: De Sovjet-Unie bezet de Koerilen
- 28 april 1952: Verdrag van San Francisco ; Japan ziet af van zijn rechten op de Koerileneilanden ten noorden van Etorofu.

## Geografie
De administratieve onderverdeling is als volgt:

### Zelfstandige steden (市) shi
Er is 1 stad in de suprefectuur Nemuro:
- Nemuro (hoofdstad)

### Gemeenten (郡 gun)
De gemeenten van Nemuro, ingedeeld naar district:
| District | Gemeenten               |
| -------- | ----------------------- |
| Notsuke  | Betsukai                |
| Shibetsu | Nakashibetsu - Shibetsu |
| Menashi  | Rausu                   |

### Noordelijke territoria
Districten behorende tot de "Noordelijke territoria". (in het bezit van Rusland, opgeëist door Japan)
| District  | Gemeenten             |
| --------- | --------------------- |
| Shikotan  | Shikotan              |
| Kunashiri | Tomarioru - Ruyobetsu |
| Etorofu   | Rubetsu               |
| Shana     | Shana                 |
| Shibetoro | Shibetoro             |

Japan heeft na het Verdrag van San Francisco afstand gedaan van de volgende districten:
- Uruppu
- Shimushiro
- Shumushu

### Eilanden
- Habomai
- Shikotan
- Kunashiri
- Etorofu